# 輕量化頭盔

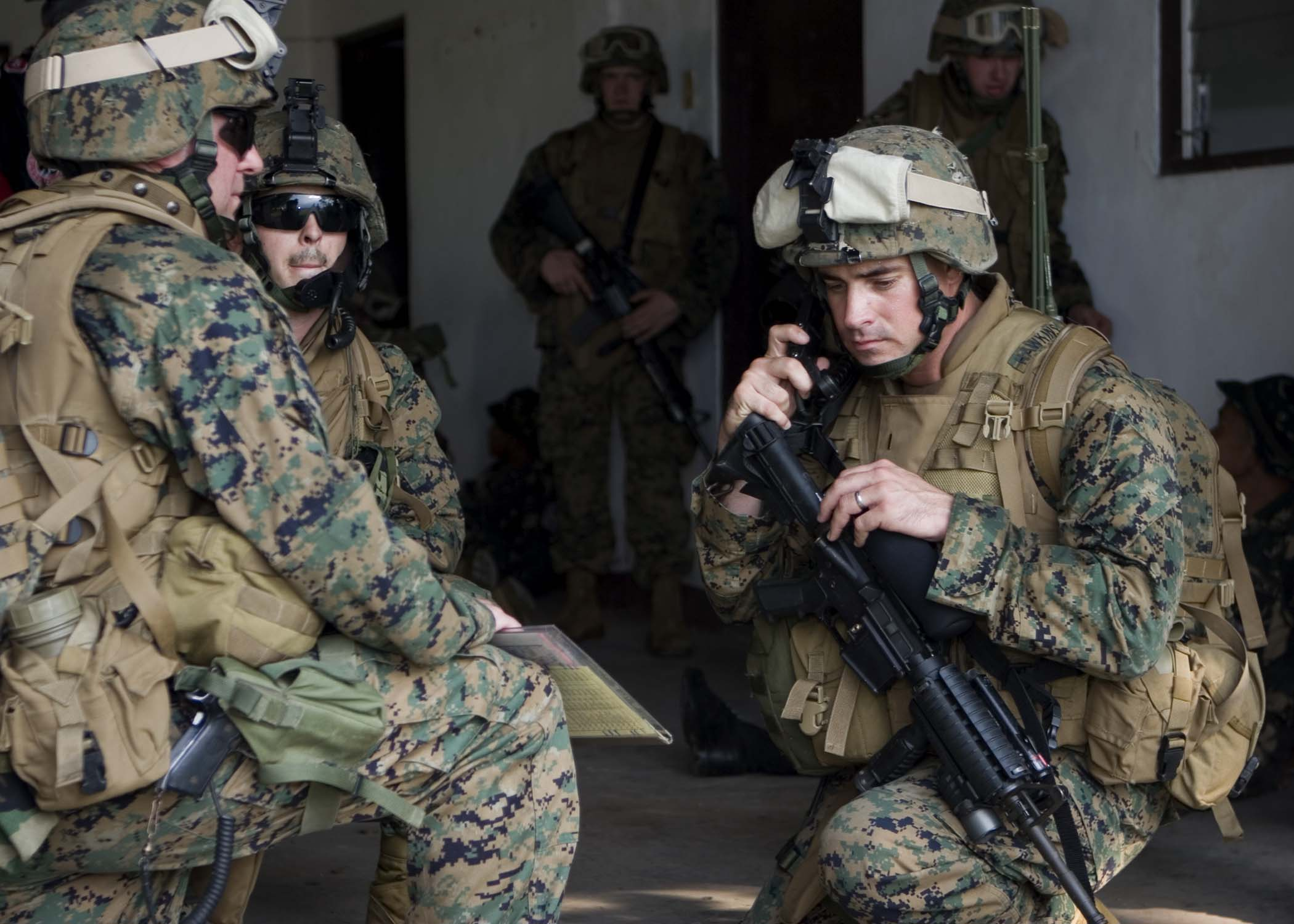
一群2006年在菲律賓參加演習的美國海軍陸戰隊員佩帶輕量化頭盔

輕量化頭盔（英語：Lightweight helmet），簡稱LWH頭盔（LWH Helmet），是美國海軍陸戰隊的現役戰鬥頭盔，於2004年晚期開始投入使用，至2009年時已完全取代之前使用的PASGT頭盔，兩者的外觀在非專業人士眼中差別很小，且在非海軍陸戰隊人員間，仍以PASGT頭盔的綽號「德國佬頭盔」（Fritz helmet）來戲稱之。儘管該款頭盔比美國陸軍現役的ACH頭盔重，但因尺寸較大而得以提供更好的保護，重量也仍比PASGT頭盔輕，使用上也比較舒適。
輕量化頭盔的用色是橄欖色，在外加上沙漠、叢林MARPAT數位迷彩圖案的盔套，頭盔前端有托架以便於裝設AN/PVS-7夜視鏡或AN/PVS-14單筒夜視鏡。後頸部位則加上彈道防護裝置。

## 防彈能力
以17格令的模擬破片的V50防彈數值為2200英尺/秒(670米/秒)

## 替代品
自2013年起，美國海軍陸戰隊開始以增強型戰鬥頭盔取代輕量化頭盔，目前已完成針對前線部隊的替換，不過輕量化頭盔仍然被用於訓練。2022年烏俄戰爭爆發後，美國政府將部分盈餘的輕量化頭盔作為軍援物資供應給烏克蘭。

## 使用國
- 美国
  - 美國海軍陸戰隊及海軍附屬人員（英语：Fleet Marine Force）
- 新西兰
- 乌克兰